# Семюел Вокер, 1-й баронет Вокер

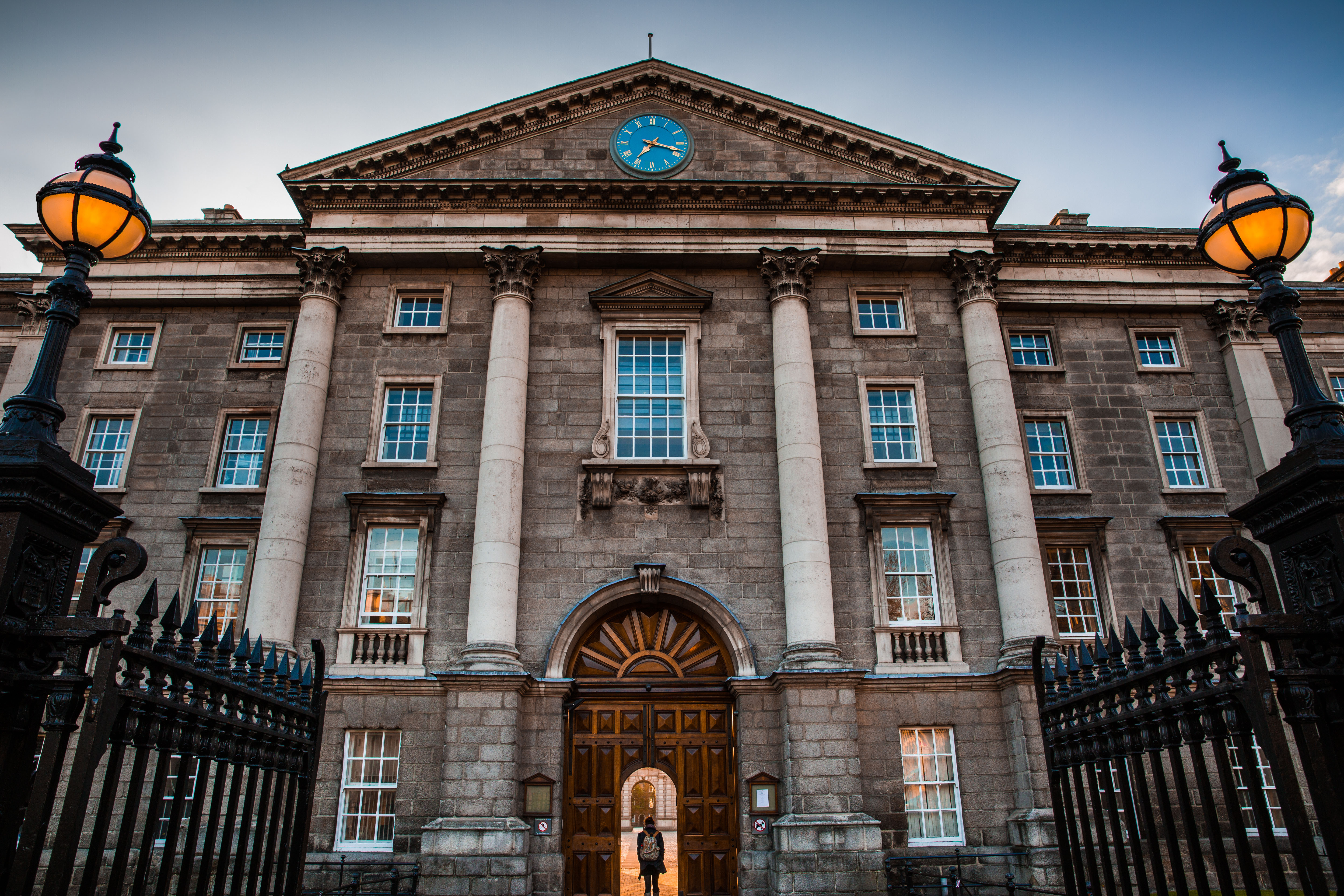
Трініті-коледж, Дублін.

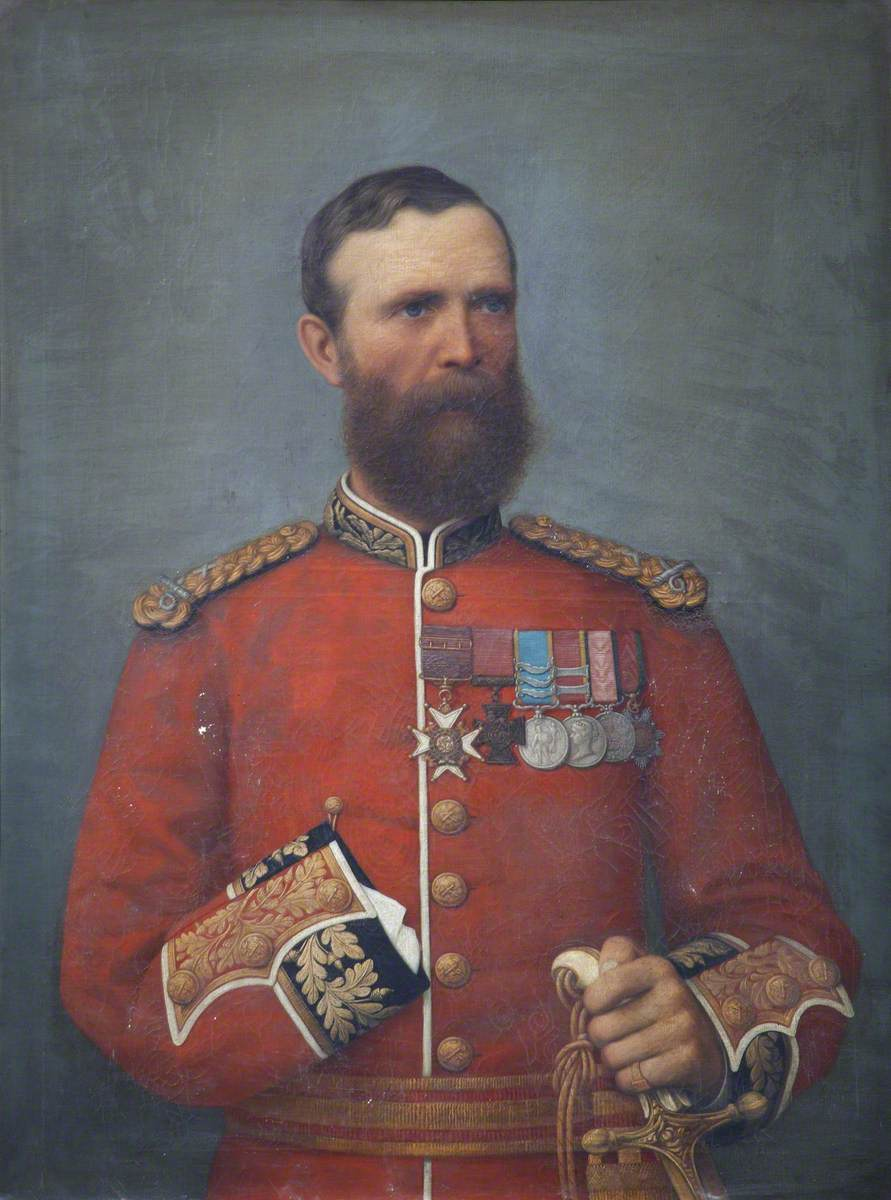
Сер Марк Волкер (1827 – 1902) – брат Семюела Волкера.

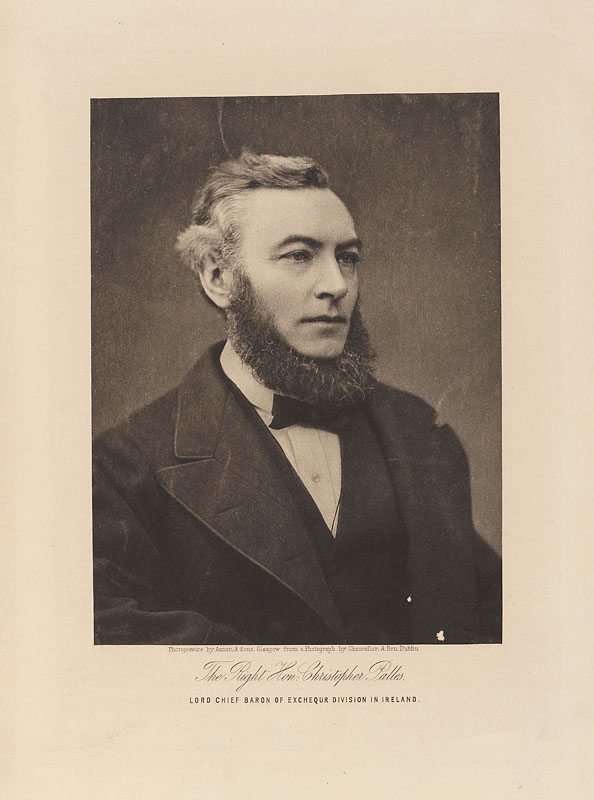
Крістофер Паллес (1831 – 1920) – відомий ірландський суддя.

Семюел Вокер (англ. Samuel Walker) (19 червня 1832 — 13 серпня 1911) - І баронет Вокер з Пембрук-Хаус, відомий ірландський політик, юрист, суддя, депутат парламенту Об’єднаного Королівства Великобританії та Ірландії, лорд-канцлер Ірландії, належав до партії лібералів.

## Життєпис

### Походження та освіта
Семюел Вокер народився в Гор-Порт, Фінеа, графство Вестміт, Ірландія. Він був молодшим сином капітана Олександра Вокера та його дружини Елізабет Елліотт. Він отримав освіту в школі Портарлінгтон і в Трініті-коледжі Дубліна. Продовжив освіту в юридичній школі «Грейс Інн», з 1855 року почав працювати адвокатом. 

### Кар’єра
Семюел Вокер швидко став одним із керівників адвокатської палати Ірландії. У 1872 році він був призначений королівським радником, а через одинадцять років він став генеральним соліситором Ірландії. Наступного року він був обраний депутатом парламенту Об’єднаного Королівства Великобританії та Ірландії від Лондондеррі, місце. Цим депутатським мандатом він володів трохи більше року до поділу виборчого округу. Належав до партії лібералів. У 1885 році він отримав посаду генерального прокурора Ірландії. В історію ввійшла його знаменита фраза про те, що, увійшовши до Палати громад парламенту, «він був вражений, почувши, як депутати роблять фактичні заяви без підтвердження під присягою». Але це було, судячи по всьому, жартом. Сам він рідко виступав у Палаті громад, але його рідкісні промови відрізнялися яскравою дотепністю.
Прихильник гоумрулу (автономії та самоуправління Ірландії), Семюел Вокер залишився в Ліберальній партії після її розколу, і врешті-решт був призначений лордом-канцлером Ірландії, коли Гладстон повернувся до влади в 1892 році. Коли міністерство лорда Розбері пішло у відставку через три роки, він був призначений апеляційним лорд-суддею, і залишався на цій посаді до свого повторного призначення лордом-канцлером Ірландії ліберальним урядом у 1905 році. Він жив у Пембрук-Холл на Верхній Маунт-стріт у Дубліні. Наступного року він отримав титул баронета й раптово помер, перебуваючи на посаді, у своєму дублінському будинку в Пембрук-Холл в 1911 році. Він похований на цвинтарі Маунт-Джером, поруч із першою дружиною Сесілією та дочкою Алісою.

### Характер і репутація
Він був юристом із великими здібностями, і згодом став одним із видатних судей Ірландії. Його прізвище згадують разом з такими видатними суддями Ірландії як Крістофер Паллес, Г’ю Холмс і Джеральд ФітцҐіббон, які працювали в Апеляційному суді Ірландії у 1890 – 1910 роках. Цей суд мав дуже високу репутацію, по рівню репутації з цим судом не міг зрівнятися жоден ірландський суд тих часів. 
Моріс Гілі хвалив його як «відданого друга та мужню людину», але вважав, що ці якості іноді спонукали його до політичних нерозсудливостей. Його наполягання на призначенні Матіаса Бодкіна, провідного журналіста та вірного політичного союзника, на посаду судді окружного суду було серйозною політичною помилкою. Незважаючи на те, що Бодкін був кваліфікованим адвокатом, політичні опоненти Волкера висловлювали законні сумніви щодо того, чи мав він достатньо років практики, щоб претендувати на призначення на лаву суддів. Результатом став позов, що оскаржував дійсність призначення Бодкіна, що серйозно збентежило уряд, хоча зрештою це не зашкодило: справу було вирішено мирним шляхом, і Бодкін, за загальною згодою, виявився чудовим суддею.

### Родина
У 1855 році Семюел Вокер вперше одружився з Сесілією Шарлоттою Грін, дочкою Артура Ґріна та його дружини Френсіс Шоу та племінницею видатного судді Річарда Вілсона Ґріна, з якою він мав шестеро дітей, у тому числі Олександра, другого баронета Вокер, та Еліс, яка померла в 1949 році. Сесілія померла в 1880 році. Він одружився вдруге в 1881 році з Елеонор МакЛафлін, з якою у нього було ще двоє дітей, у тому числі Сесіл, який змінив свого зведеного брата Олександра на посаді ІІІ баронета Вокер. Старший брат Семюеля - сер Марк Вокер дослужився до генерала британської армії. 